# Утрехт
Утрехт (нід. Utrecht, МФА: [ˈytrɛxt]) — місто, порт у Нідерландах, біля розгалуження рукавів Рейну (Ауде-Рейн і Вехт) і каналу Мерведе. Адміністративний центр провінції Утрехт. Населення становить 288,732 тисячі жителів (2007), в агломерації 462 тисяч осіб. Великий торговельно-транспортний центр. Металургія, машинобудування (у тому числі моторобудування), хімічна, текстильна, швейна (конфекційна) промисловість. Місце проведення міжнародних ярмарків. У місті розташований університет (1636), найбільший університет у країні. 
Спочатку поселення батавів (лат. назва Trajectum, від trajectus — переправа), на його місці римляни заснували близько 47 фортець Альбіобола. З VIII століття резиденція єпископа. Центр великого церковного князівства, у XI—XII столітті найзначніше торговельно-ремісниче місто Північних Нідерландів (виробництво вовняних і лляних тканин). У 1807—10 роках — резиденція короля Голландії Луї Бонапарта, у 1810—13 роках— центр французького департаменту Зейдерзе. У 1940 — травні 1945 років був окупований німецько-фашистськими військами.
Забудова Утрехт (регулярна на півдні, вільніша на півночі) високо піднята над рівнем води, набережні — 2-х ярусні. Збереглися фрагменти укріплень XIII і XVI століття, романо-готичні собори (XI—XVI століття) і церква Сінт-Пітерскерк (XI—XIV століття), численні готичні церкви XV—XVI століття [Катерейнекерк (католицький собор) та інші]. У 1920-ті роки в архітектурі Утрехт відбувся перехід до функціоналізму [численні твори Герріта Рітвелда (особняк Шредера, комплекси житлових будинків у робочих районах, 1930-ті і 1950-ті роки) та інших архітекторів].

## Музеї  Утрехта

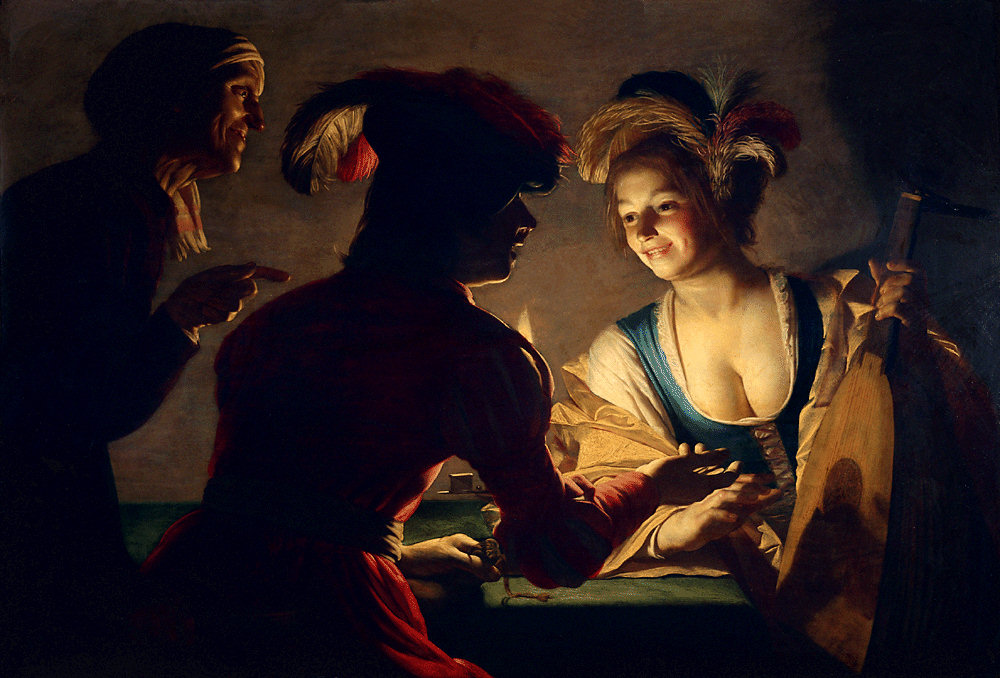
Герріт ван Гонтгорст. «У звідниці», Центральний музей Утрехта.

- Центральний музей Утрехта (включає центральний музей та картинну галерею у його складі, архієпископський музей, Музей утрехтського археологічного товариства).
- Музей старовинних годинників
- Залізничний музей
- Університетський музей

## Театри міста
- Муніципальний театр
- Театр  Paardenkathedraal в стайнях колишньої Національної ветеринарної школи .
- Театр Kikker
- Театр Beatrix

## Спорт
В місті базується професійний футбольний клуб «Утрехт». Домашні матчі проводить на стадіоні «Галгенвард», що здатний вмістити 24 426 глядачів.

## Персоналії, пов'язані з Утрехтом

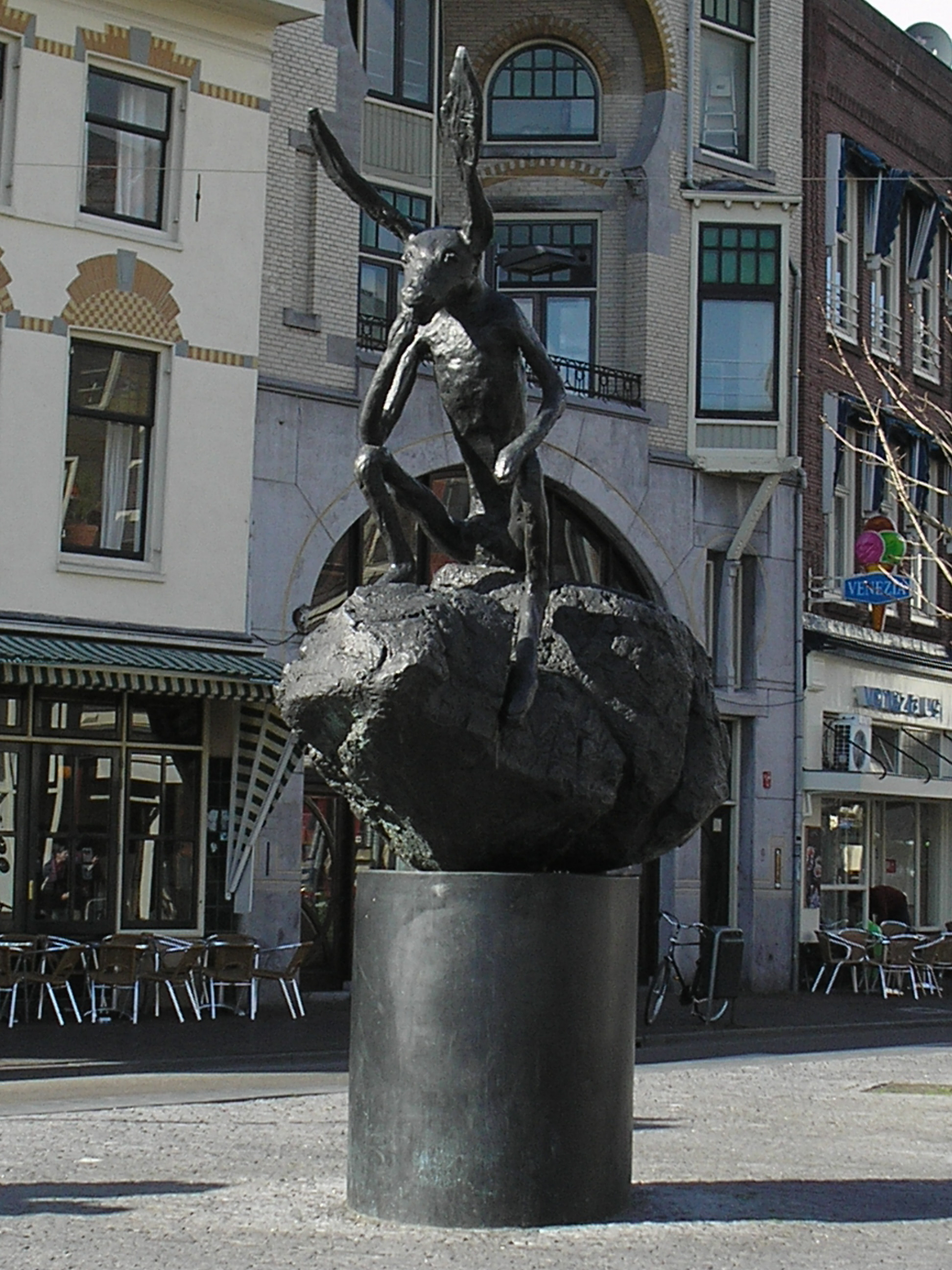
Монумент жарт на «Мислителя» Родена в історичному районі Утрехта

- Антонович Мирослав — український співак (баритон), хоровий диригент і музикознавець, засновник і керівник Візантійського хору в Утрехті
- Єпископ Філіп Бургундський
- Мабюз (Ян Госсарт) (бл.1478—1532) — художник
- Якоб Клас ван Утрехт (1486 ? — бл. 1532) — художник
- Ян ван Скорель (1495 —1562) — художник, вчитель Антоніса Мора
- Герман Постумус (Herman Posthumus 1512 —1588) — художник і архітектор
- Антоніс Мор (1517  — 1577) — художник портретист
- Адріан VI (папа римський) — (понтифік у 1522—1523 рр.)
- Абрахам Блумарт (1566 —1651) — художник
- Герріт ван Гонтгорст (1590  — 1656) — художник
- Дірк ван Бабюрен(1595 —1624) — художник
- Матіас Стомер (1600 — 1652) — художник
- Амрахам Міньон(1640 —1679) — художник
- Гендрік Тербрюгген (1588 — 1629) — художник
- Адам ван Віанен (нід. Adam van Vianen; бл. 1568/1569, — 1627) — голландський медальєр, срібних справ майстер, гравер.
- Катерина ван Гемессен (1528 — 1587) — жінка художниця
- Корнеліс ван Пуленбург (1594—1667) — художник пейзажист
- Гендрік де Кейзер(1565 — 1621) — архітектор і скульптор доби маньєризму і раннього бароко
- Олів'є ван Ноорт (1558 — 1627) — пірат і мореплавець, перший з голландців, що реалізував навколосвітню подорож.
- Фредерік Адольф Лампе (1683 — 1729) — професор-богослов, автор реформатського катехізису.
- Тильман Ґамерський (1632 —1706) — архітектор доби бароко, голландський і польський архітектор
- Корнеліс де Брейн (1652 —1726) — художник, мандрівник
- Тео ван Дусбург (1883 — 1931) — художник-модерніст, засновник стилістики неопластицизму
- Гендрик ван де Гулст (1918 — 2000) — голландський астроном
- Герріт Рітвельд (1888 —1964) — архітектор, дизайнер
- Луї Андріссен (1939 —) — композитор
- Йос Стеллінг (1945 —) — кінорежисер і сценарист
- Сільвія Крістель (1958—2012) — нідерландська модель, акторка, письменниця
- Марко ван Бастен (* 1964) — футболіст, триразовий володар «Золотого м'яча»
- Катя Схюрман (* 1975) — нідерландська актриса, кінорежисерка, співачка, журналістка і телеведуча
- Веслі Снейдер (* 1984) — футболіст
- Балтазар ван дер Пол (1889 —1959) — фізик